# Euphorbia abdelkuri
Euphorbia abdelkuri är en törelväxtart som beskrevs av Isaac Bayley Balfour. Euphorbia abdelkuri ingår i släktet törlar, och familjen törelväxter. IUCN kategoriserar arten globalt som starkt hotad. Inga underarter finns listade i Catalogue of Life.

## Bildgalleri

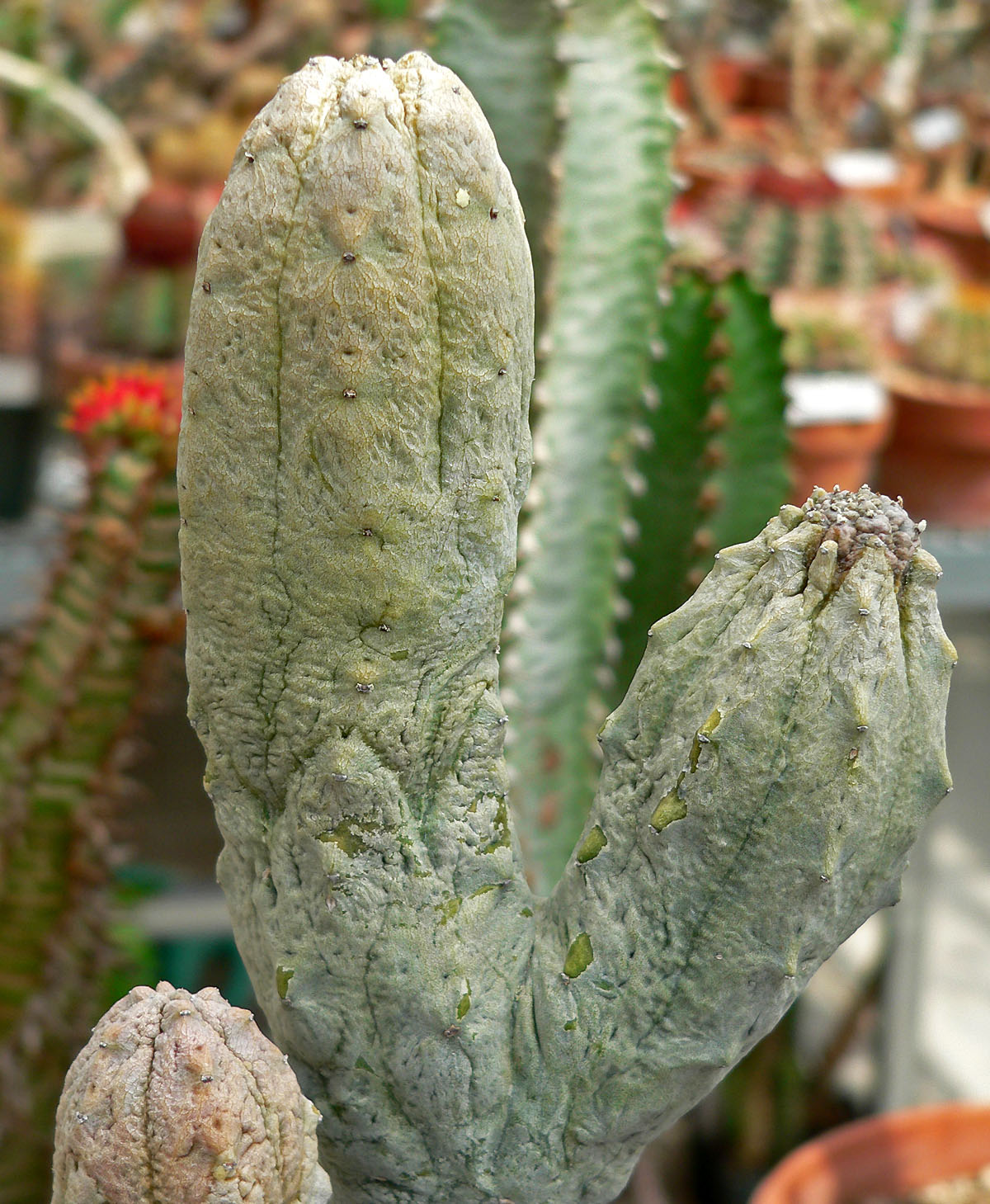
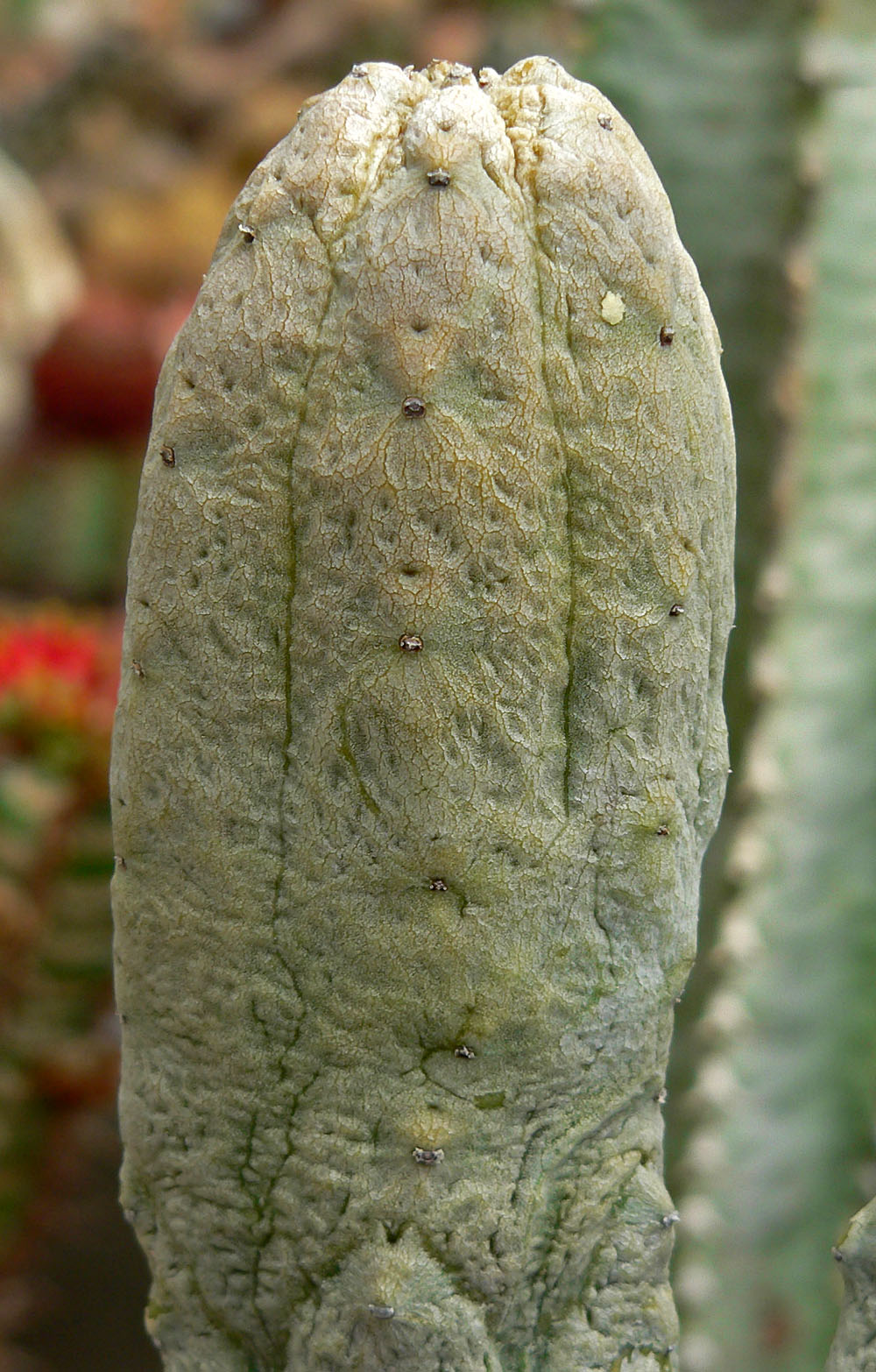
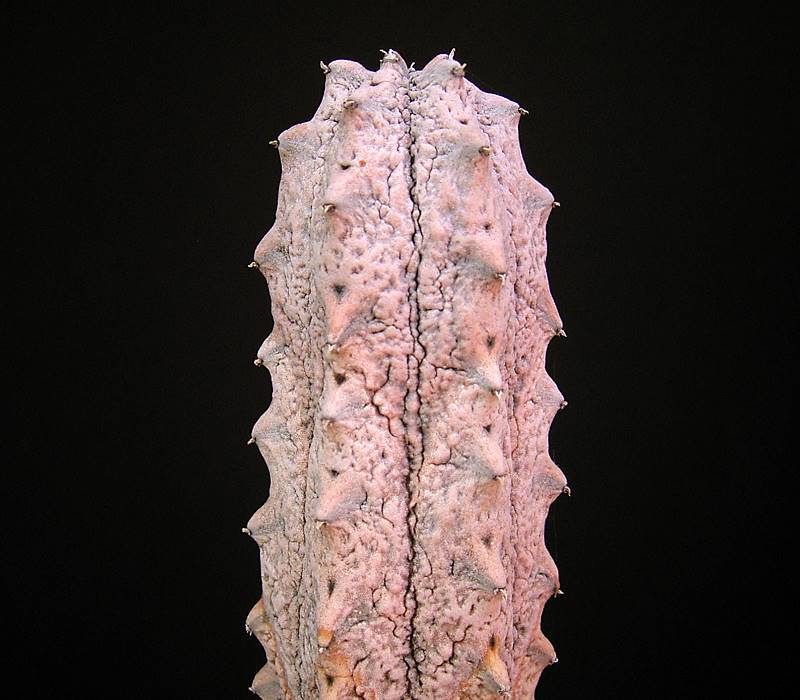